# Сан-Мартинью-даш-Мойташ
Сан-Мартинью-даш-Мойташ (порт. São Martinho das Moitas)  —  район (фрегезия) в Португалии,  входит в округ Визеу. Является составной частью муниципалитета  Сан-Педру-ду-Сул. Находится в составе крупной городской агломерации Большое Визеу. По старому административному делению входил в провинцию Бейра-Алта. Входит в экономико-статистический  субрегион Дан-Лафойнш, который входит в Центральный регион. Население составляет 354 человека на 2001 год. Занимает площадь 27,21 км².